# Гросс, Иоганн Беньямин
Иоганн Беньямин Гросс (в русских источниках также Иоганн Веньямин Грос, нем. Johann Benjamin Gross; 12 сентября 1809 года, Эльблонг — 1 сентября 1848 года, Санкт-Петербург) — немецкий виолончелист и композитор. Брат Георга Августа Гросса.

## Биография
Получил первые уроки музыки у своего отца, затем учился в Берлине у Фердинанда Хансмана (ученика Жана-Пьера Дюпора), в Берлине же в 1824 г. начал профессиональную карьеру. В 1830 г. на несколько лет занял пульт первой виолончели в Оркестре Гевандхауса, затем в 1833 г. играл в Магдебургской опере, в 1834 г. работал в домашней капелле барона Липгарта в Дерпте, в том числе играл в струнном квартете под управлением Фердинанда Давида. С 1835 г. жил и работал в Санкт-Петербурге как первая виолончель придворного оркестра. В качестве ансамблевого музыканта выступал в квартетах с ведущими солистами, в том числе с приезжавшими в Петербург Анри Вьётаном, его женой Жозефиной и Г. В. Эрнстом. Написал по меньшей мере четыре виолончельных концерта, ряд сонат, дуэтов, квартетов, а также некоторое количество вокальных сочинений. Умер во время эпидемии холеры.